# Carles IV d'Alençon
Carles IV de Valois, duc d'Alençon (1489 - Lió 1525), fou un príncep de sang de la casa dels Valois. Era el cunyat del rei Francesc I de França i el seu més proper hereu en l'ordre de successió al tron de França. Mort sense posteritat, és l'últim representant de la branca dels Valois-Alençon.

## Biografia
Carles IV d'Alençon era fill de Renat, duc d'Alençon i comte de Perche, i de la beata Margarida de Lorena-Vaudémont.
El 1497, a la mort del seu besoncle Carles I d'Armanyac, va heretar els drets al comtats d'Armanyac i Fesenzac (amb el vescomtat de Fesenzaguet) i el comtat de Rodés (dels que es titulava Carles II).
Va fer la seva primera campanya el 1507 a Itàlia sota les ordres de Lluís XII de França, sobretot al setge de Gènova. El va acompanyar de nou el 1509 i va combatre a Agnadel, i va participar en les preses de Bèrgam, Caravaggio, Borromeo i Cremona.
Es va casar el 1509 amb Margarida d'Angulema, filla de Carles d'Orleans, comte d'Angulema, i de Lluïsa de Savoia, germana gran de Francesc I de França. No van tenir fills.
El seu cunyat va esdevenir rei el 1515 i se'n va anar una altra vegada a Itàlia, va combatre a Marignan, després va defensar el 1521 la Xampanya contra una expedició de Carles V.
El 1525, va combatre a Pavia i, després de la captura del rei, va manar l'exèrcit francès. Afectat per la derrota, acusat d'haver abandonat el rei, es va posar malalt i va morir. La seva vídua Margarida d'Angulema el va succeir, apartant a la seva cunyada Francesca (germana de Carles IV) de la successió. Francesca apareix el 1534/1543 com a baronessa de Sainte-Suzanne i el vescomtat fou erigit en ducat el 1543.